# Дорогін Олександр Сергійович
Олекса́ндр Сергі́йович Доро́гін (нар. 1930 — пом. 2017) — старший апаратник Рубіжанського ордена Леніна виробничого об'єднання «Барвник».
Герой Соціалістичної Праці (1971). Почесний громадянин міста Рубіжне (2009).

## Життєпис
Народився 20 серпня 1930 року в місті Рубіжному (нині — Луганська область) в родині інженера-будівельника.
З початком німецько-радянської війни батько і старший брат Ілля пішли на фронт і незабаром загинули. У 1942 році прибився до одного з підрозділів 339-ї стрілецької Ростовської Таманської Бранденбурзької Червонопрапорної ордена Суворова 2-го ступеня дивізії. Як «син полку» пройшов з дивізією через усю війну, виконував розвідувальні завдання у тилу ворога.
Після закінчення війни повернувся додому, закінчив ПТУ № 5 і у 1949 році прийнятий на роботу апаратником цеху № 9 ВО «Барвник». У 1951 році призваний до лав ЗС СРСР, де перебував протягом п'яти років.
Після демобілізації повернувся на рідне підприємство, де пропрацював до 1977 року.
Особливо відзначився в роки 8-ї п'ятирічки, коли достроково виконав своє п'ятирічне завдання.
У 1976 році обирався делегатом XXV з'їзду Компартії України.

## Нагороди і почесні звання
Указом Президії Верховної Ради СРСР від 20 квітня 1971 року Дорогіну Олександру Сергійовичу присвоєне звання Героя Соціалістичної Праці з врученням ордена Леніна і золотої медалі «Серп і Молот».
Також нагороджений орденами Вітчизняної війни 2-го ступеня (11.03.1985), Червоної Зірки і медалями.
Рішенням 46-ї сесії Рубіжанської міської ради від 25 лютого 2009 року присвоєне звання «Почесний громадянин міста Рубіжне».